# كلاوديو كالديرون
كلاوديو كالديرون (بالإسبانية: Claudio Calderón)‏ (5 يناير 1986 بسانتياغو في تشيلي - ) هو مدرب كرة قدم ولاعب كرة قدم تشيلي في مركز الدفاع. لعب مع نادي كوكيمبو أونيدو.

## وصلات خارجية
- كلاوديو كالديرون على موقع قاعدة بيانات كرة القدم.إي يو (الإنجليزية)
- كلاوديو كالديرون على موقع Soccerway.com (الإنجليزية)
- كلاوديو كالديرون على موقع عالم كرة القدم.نت (الإنجليزية)